# روبن لوك
روبن لوك (بالإنجليزية: Robin Luke)‏ هو مغني أمريكي، ولد في 20 مارس 1942.

## وصلات خارجية
- روبن لوك على موقع ميوزك برينز (الإنجليزية)
- روبن لوك على موقع ديسكوغز (الإنجليزية)